# Dezoxiribonukleinsav

A DNS kettős hélix szerkezete lehetővé teszi a genetikai információ stabil tárolását. A molekula folyamatosan hullámzik és különféle alakokba csavarodik. A nitrogén kék, az oxigén piros, a szén zöld színnel van jelölve

A dezoxiribonukleinsav (közismert magyar rövidítése: DNS; angol rövidítése: DNA - deoxyribonucleic acid) a nukleinsavak (nukleotidokból felépülő szerves makromolekulák) csoportjába tartozó összetett molekula, amely a genetikai információt tárolja magában, ez az örökítőanyag. A DNS esetében a nukleotidok három következő komponensből épülnek fel: heterociklusos bázisok (adenin - A, guanin - G, citozin - C, timin - T), pentóz (dezoxiribóz - pontosabban 2-dezoxi-β-D-ribóz) és végül a harmadik alkotóelem a foszforsav. A DNS szerkezete lehetővé teszi az információ stabil tárolását, pontos megkettőződését (DNS-szintézis) és utódokba való átadását. A biológiai információ átadódását egyik generációról a másik generációra maga az örökítőanyag teszi lehetővé, amely nélkülözhetetlen a fajfennmaradás érdekében.
A három fő makromolekula, a DNS, az RNS és a fehérjék az élet megjelenési formáinak esszenciális feltétele. A molekuláris biológia alapja maga a centrális dogma, vagyis a genetikai információáramlás iránya kevés kivételtől (pl. retrovírusok) eltekintve a következő: DNS → mRNS → fehérje → tulajdonság. A centrális dogma magába foglalja a transzkripciót (vagyis az átíródást: DNS → mRNS) és a transzlációt (vagyis az átfordítást: mRNS → fehérje).
Eukarióta sejtekben a DNS egyedi és elég bonyolult struktúrákba, úgynevezett kromoszómákba rendeződik. Sejtosztódáskor, a DNS-replikáció (DNS megkettőződés = DNS-szintézis) folyamata során ezeknek a kromoszómáknak a száma megkettőződik. Az eukarióta szervezetekben (ez alatt a következőket értjük: állatok, növények, gombák, protiszták) a DNS a maghártyán belül, vagyis a sejtmagban található, illetve sejtmagon kívül a mitokondriumban és a kloroplasztiszokban is jelen van. Prokariótáknál pedig a sejtplazmában diffúz formában tárolódik a DNS. Vírusokban az örökítőanyag lehet DNS vagy RNS, és ezen szempontok alapján is csoportosíthatóak.
A kromoszómákon belül a kromoszóma fehérjék, vagyis a hisztonok fontos szerepet játszanak a DNS stabilitásában, szerveződésében. Ez a kompakt struktúra ad útmutatást a DNS és más fehérjék között, segít abban, hogy mely DNS részek íródjanak át. A DNS kémiai szerkezete magában rejti az evolúcióban fontos szerkezetváltozás lehetőségét is. Az információ nemcsak a fehérjék szerkezetére vonatkozik, hanem módot nyújt azok szintézisének mennyiségi és időbeli szabályozására is, így végső soron a sejtek csaknem valamennyi funkciója a DNS ellenőrzése alatt áll.

## A DNS szerkezete

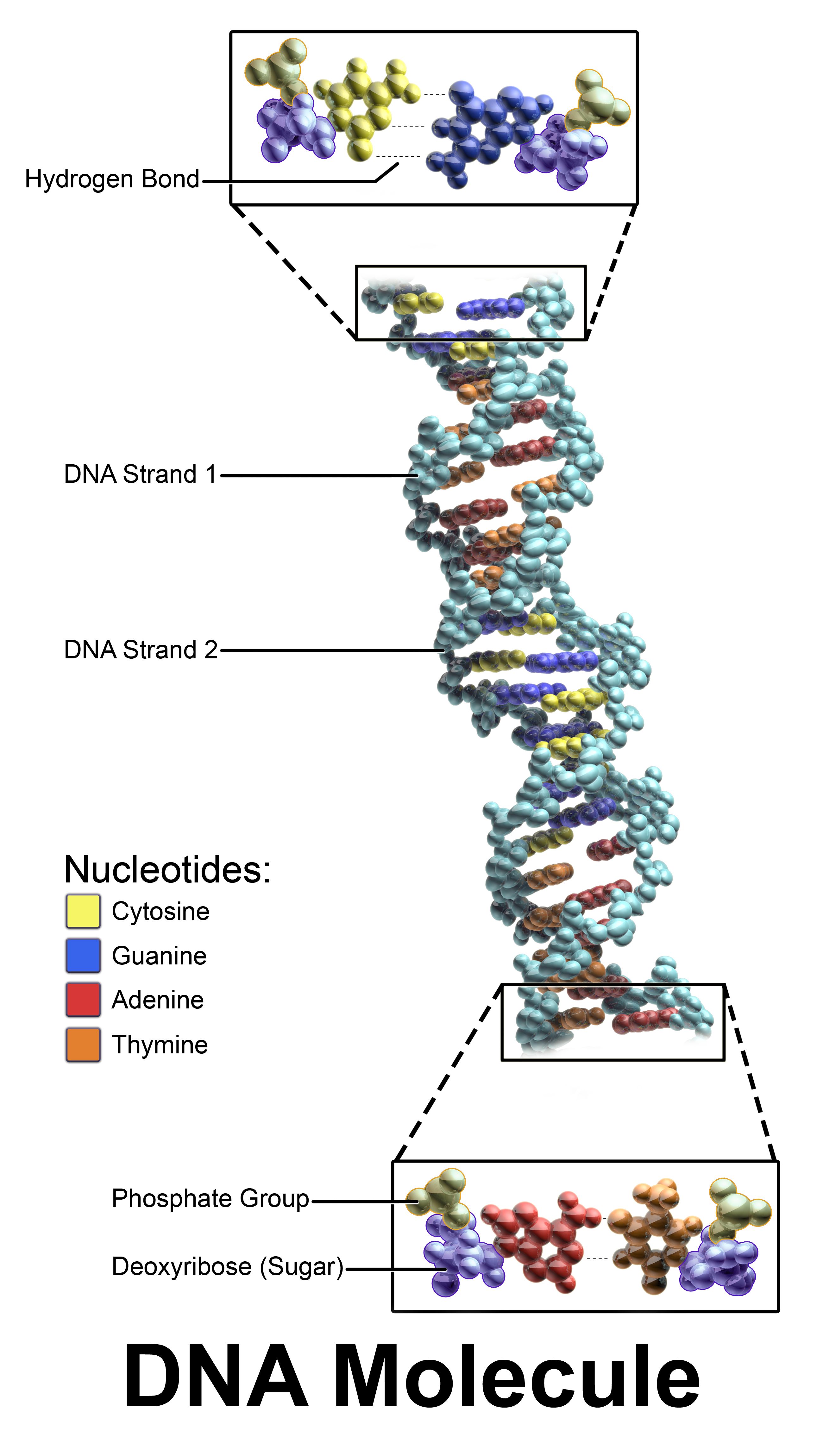
A DNS térbeli szerkezete

A DNS és RNS közötti eltérések

A DNS szerkezete.
(A foszfátcsoport citromsárgával, a dezoxiribóz baracksárgával, a bázisok más színekkel jelölve)

A DNS alakja kettős hélix, vagy hétköznapibb elnevezéssel kettős csavar. A magyar irodalomban helytelenül a „kettős spirál” név terjedt el Watson The Double Helix című könyvének pontatlan magyar fordítása nyomán. A spirál fokozatosan változó átmérőjű, míg a DNS szerkezete állandó átmérőjű, tehát hélix.
Mint ahogy az a nevéből is látható, a DNS egy nukleinsav. A nukleinsavak ismétlődő nukleotid egységekből álló nagy méretű molekulák (polimerek). A DNS-ben előforduló nukleotidok három egymáshoz kapcsolódó elemből állnak:
- egy nitrogéntartalmú szerves bázisból (adenin, timin, citozin, guanin),
- egy pentózcukorból (dezoxiribóz) és
- egy foszfátcsoportból. Egy 2010-es vizsgálat szerint a GFAJ-1 baktérium DNS-e foszfor helyett arzént is tartalmazhat,[2] ám ezt később más kutatók cáfolták.[3]

A polimer váza a nukleotidok foszfodiészter kötéssel egymáshoz kapcsolódó dezoxiribóz részeiből áll. A foszfodiészter kötés az egyik nukleotid cukor komponensének 3'OH-csoportja és a következő cukorkomponensének 5'OH-ja között található, foszfátcsoport „közbeiktatásával”, amint erre a kötés neve is utal. A szerkezet változó része az egymást követő nukleotidok bázisainak a sorrendje, ez a bázissorrend határozza meg az információt.
A bázisok két csoportra oszthatók: pirimidinekre és purinokra. A pirimidinek 6 atomos, a purinok 9 atomos heterociklusos gyűrűt tartalmaznak. Mindkét nukleinsav (DNS, RNS) négyfajta bázist tartalmaz: a purinok közé tartozó adenin és guanin a DNS-nek és az RNS-nek egyaránt alkotórésze. A pirimidinek közül a DNS-ben citozin és timin található, az RNS-ben citozin és uracil van. Az uracil és timin közötti egyetlen különbség az, hogy az 5. szénatomon a timinben egy metilcsoport helyezkedik el. A bázisokat gyakran csak kezdőbetűikkel jelöljük, így a DNS-ben A, G, C és T, míg az RNS-ben A, G, C és U fordul elő.
A pentóznak két típusát találjuk meg a nukleinsavakban: a DNS-ben a dezoxiribóz, míg az RNS-ben a ribóz fordul elő. A különbség közöttük az, hogy a dezoxiribóz 2. szénatomján -OH csoport helyett csak -H van. A bázisok a pentóz 1. szénatomjához kapcsolódnak glikozidos kötéssel. (A pirimidinek az 1., a purinok a 9. nitrogénatomjukkal kapcsolódnak a pentózhoz.) Hogy megkülönböztethessük a bázisok és a pentózok atomszámait, az utóbbiakat vesszővel (pl: 5', 3') jelöljük.
A bázisok és a pentózok által alkotott vegyületeket nukleozidoknak nevezzük, melyek egy foszfátcsoporttal kiegészülve alkotják a nukleotidokat. A nukleinsavakban a nukleotidok összekapcsolódva polinukleotid láncokat hoznak létre, melyek gerincét alternáló pentóz és foszfátcsoportok képezik.

## A DNS szerkezetének felfedezése
A DNS történetének kezdete 1869-ig nyúlik vissza, amikor Johann Miescher nukleinsavat talált gennyes kötszer fehérvérsejtjeiben. Ez utóbbi vezette később a kutatókat arra a gondolatra, hogy a DNS lehet az örökítőanyag egy élő organizmusban. A DNS-t 1871-ben azonosították a Rajnában élő pisztráng spermájából, bár pontos szerepe az öröklődésben tisztázatlan maradt. Albrecht Kossel német biokémikus 1879-ben megállapította, hogy a nukleinsavak tagjai ötféle bázis – adenin, timin, citozin, guanin és uracil – kombinációi.
Az 1950-es években három csoport tűzte ki céljául a DNS szerkezetének felfedezését. Az első csoport a londoni King’s College-en alakult és Maurice Wilkins vezette. Később Rosalind Franklin csatlakozott. Egy másik, Francis Crickből és James D. Watsonból álló csoport is alakult a Cambridge-i Egyetemen. A harmadik csoport Caltechen volt, és ezt Linus Pauling vezette. Crick és Watson fizikai modelleket készített fémrudakból és golyókból, amikben egyesítették a nukleotidok ismert kémiai szerkezetét ugyanúgy, mint a kapcsolatokat, amik a nukleotidokat a következőhöz kapcsolják a polimer hosszában. A King’s College-en Maurice Wilkins és Rosalind Franklin röntgenkrisztallográfiás vizsgálatokat végeztek a DNS-láncon. A három csoport közül csak a londoni csoport tudott a szerkezet tisztázására alkalmas, jó minőségű röntgensugár-elhajlási képet készíteni.

### A DNS kémiai szerkezete

#### A hélixszerkezet
1948-ban Pauling felfedezte, hogy sok fehérje tartalmaz csavarodott alakzatokat. Pauling erre a szerkezetre röntgenmintákból következtetett. (Pauling Astbury adatai alapján később egy háromláncos hélixszerkezetre következtetett hibásan.) Még a kezdeti elhajlási adatokból a DNS-ről, amit Maurice Wilkins készített, nyilvánvaló lett, hogy a szerkezete hélix jellegű. De ez a megérzés csak a kezdet volt. Az a kérdés, hogy hány szál kapcsolódik, még nyitott maradt, ugyanúgy, mint hogy vajon ez a szám ugyanannyi-e minden molekulánál, vagy hogy a bázisok a hélixtengely felé néznek, vagy attól el, és végül hogy mik a konkrét kötési szögek és az atomok pontos koordinátái. Ezek a kérdések motiválták Watson és Crick modellezési próbálkozásait.

#### Egymást kiegészítő nukleotidok
A modellezésben Watson és Crick arra korlátozták magukat, amit kémiailag és biológiailag észszerűnek láttak. A lehetőségek spektruma viszont még mindig széles volt. 1952-ben áttörés következett be, amikor Erwin Chargaff meglátogatta Cambridge-t és Cricket inspirálta azokkal a kísérletekkel, amiket 1947-ben publikált. Chargaff megfigyelte, hogy a négy nukleotid aránya változik a különböző mintákban, de bizonyos nukleotidpárok esetén – adenin és timin, guanin és citozin – a két nukleotid mindig egyenlő arányban mutatkozik meg.

### Watson és Crick modellje
Crick és Watson DNS modellje, ami 1953-ban épült, jelenleg a Londoni Nemzeti Tudományos Múzeumban tekinthető meg.
Watson és Crick elkezdtek kettős csavarvonal elrendezéseken gondolkodni, de nem volt elég információjuk a csavarodásról és a távolságról a két szál között. Rosalind Franklinnek fel kellett fednie néhány felfedezését az Orvosi Kutatási Tanácsnak, és Crick ezt az anyagot láthatta Max Perutz OKT-hez fűződő kapcsolatain keresztül. Franklin munkája igazolt egy kettős hélixet, ami a molekula külsején volt, és betekintést nyújtott a szimmetriájába, pontosabban, hogy a két hélixszál ellenkező irányba fut.
Watson és Crick ki lettek segítve Franklin adataival. Ez vitatható, mivel Franklin kritikus röntgenmintáját Franklin tudomása és beleegyezése nélkül mutatták meg Watsonnak és Cricknek. Wilkins a híres 51-es fotót egyből azután mutatta meg Watsonnak a laborjában, miután az sikertelenül próbálta rávenni Franklint, hogy segítsen megelőzni Paulingot a szerkezet megtalálásában.
Az 51-es fotó adatai alapján Watson és Crick nem csak azt tudták megállapítani, hogy a távolság a két szál között állandó, hanem a pontos 2 nanométeres értékét is meg tudták mérni. Ugyanaz a fotó adta meg nekik a hélix 3,4 nanométer/10 bázispár „sűrűségét”.
Az utolsó ötlet akkor jött, amikor Crick és Watson meglátták, hogy a bázisok kiegészítő párosítása magyarázattal szolgálhat Chargaff elgondolkoztató felfedezésére. Ennek ellenére a bázisok szerkezetét hibásan tippelték a tankönyvekben enol tautomernek, mivel nagyobb eséllyel vannak ketonformában. Amikor Jerry Donohue rámutatott erre a téveszmére Watsonnak, Watson gyorsan rájött, hogy az adenin-timin párok, és a guanin és citozin párok majdnem megegyező formájúak, és egyenlő méretű „létrafokokat” hoznak létre a két szál között. A bázispárokkal Watson és Crick gyorsan olyan modell felé tért, amit már azelőtt bejelentettek, mielőtt Franklin bármelyik munkáját publikálta volna.
Franklin két lépésre volt a megoldástól. Nem jött rá a bázispárok létezésére és alábecsülte a szimmetria létét. Ennek ellenére egyedül dolgozott, nem volt rendszeres kapcsolata egy partnerrel (mint Crick és Watson esetében) és más szakértőkkel (mint Jerry Donohue-val). A jegyzetei azt mutatják, hogy mind Jerry Donohue munkájára tekintettel volt a bázisok tautomer formájával kapcsolatban (a ketonformát használta 3 bázisnál), mind Chargaff munkájára.
Franklin adatainak elárulása Watsonnak dühített néhány embert, akik úgy hitték, Franklin nem kapta meg a kellő elismerést és esetleg felfedezte a szerkezetet egyedül, Crick és Watson előtt. Crick és Watson híres cikkében a Nature-ben 1953-ban azt mondták, hogy a munkájukat Wilkins és Franklin munkája ösztönözte, a munkájuk alapja volt. Ennek ellenére megegyeztek Wilkins-szel és Franklinnel, hogy cikkeiket a Nature közös lapszámában hozzák nyilvánosságra az ígért szerkezet hasznára.

### A Watson–Crick-modell

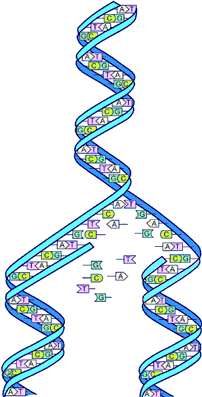
A DNS replikációja

Watson és Crick modellje nagy figyelmet vonzott már a bemutatásakor. Az 1953. február 21-ei végkövetkeztetésükhöz jutván Watson és Crick az első bejelentést február 28-án tették közzé. Cikkük az „Egy szerkezeti változat a dezoxiribonukleinsavra” április 25-én került nyomtatásba. Egy hangsúlyos bemutatón 1957-ben Crick lefektette a „központi dogmát”, ami megjósolta a kapcsolatot a DNS, az RNS és a fehérjék között, és megformálta a „szekvencia-elméletet”. A replikációt, a kettős hélixszerkezet egy kritikus bizonyítékát 1958-ban fedezték fel, a Meselson–Stahl-kísérlet formájában. Crick és munkatársai kimutatták, hogy a genetikai kód egymást nem átfedő, kodonnak nevezett bázishármasokból áll. Har Gobind Khorana és mások nem sokkal ezután megfejtették a DNS-kódot. Ezek a felfedezések voltak a molekuláris biológia kezdetei.
Watsont, Cricket és Wilkinst 1962-ben orvosi Nobel-díjjal jutalmazták a DNS szerkezetének felfedezéséért. Franklin addigra meghalt rákban 37 éves korában. A Nobel-díjat nem osztják posztumusz, ha még élt volna, a döntés a megosztott Nobel-díjról nehéz lett volna, mivel maximum hárman oszthatják meg a díjat, de mivel a munkájuk vegyészetnek számít, feltételezhető, hogy Wilkins és Franklin inkább kémiai Nobelt kapott volna.